# 盐边厅
盐边厅，清朝的厅。
宣统元年（1909年）升盐源县属阿所拉巡检司置，治所在今四川省盐边县。属四川省。全厅设有东、南、西、北、中、东南、西南七个区。1913年改盐边县。